# Rafael Canogar

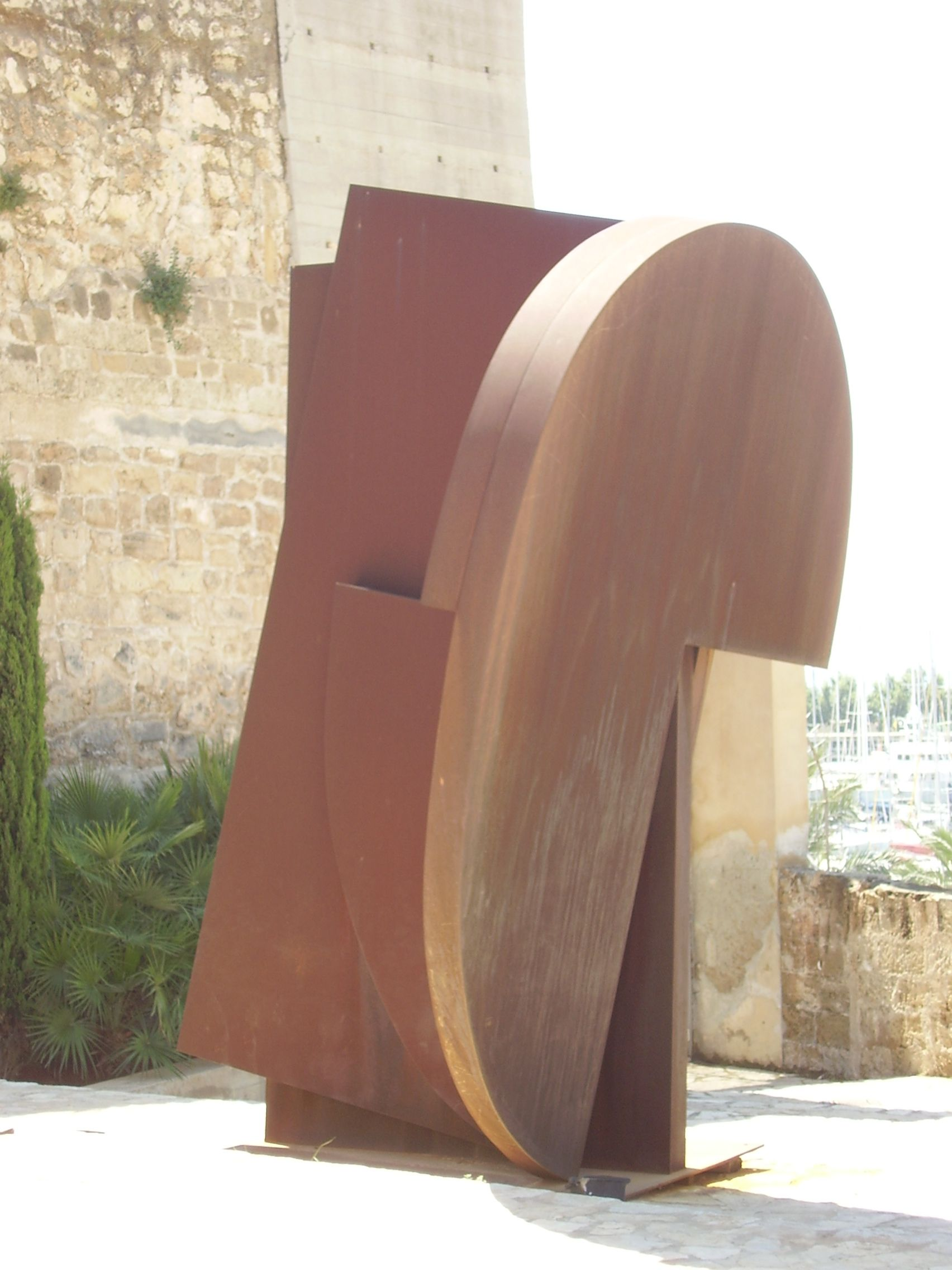
Rafael Canogar: Cabeza, Skulptur, Museum Es Baluard, Palma de Mallorca

Rafael Canogar (* 17. Mai 1935 in Toledo) ist ein spanischer Maler und Bildhauer. Er gilt als Vertreter des Expressionismus und der Abstrakten Malerei und behandelt häufig sozialkritische und politische Themen.

## Leben und Werk
Rafael Canogar gab dreizehnjährig die Schule auf und trat 1948 in die Werkstatt von Daniel Vàzquez Dîaz (1948–1953) ein, um Malerei und Zeichnen zu lernen.
Sein erstes Werk gestaltete er im avantgardistischen Stil, später verlegte er sich auf die Abstraktion. Er benutzte eine skulpturistisch-malerische Technik, indem er mit seinen Händen die Farbe auf den flachen Untergrund kratzte oder presste, um so zu zeigen, dass die erste Geste zur Malerei aus dem Inneren des Künstlers kommt.
1957 gründete er mit anderen Künstlern (Antonio Saura, Manolo Millares, Luis Feito, Totoyo Millares) und dem Kritiker José Ayllón die Gruppe El Paso aus Madrid und erlebte dadurch auch einen Action-Painting-Einfluss. Zwischen 1957 und 1960 verteidigten sie das Informel, den Informalismus, und die spanische kulturelle Eröffnung. Von 1965 bis 1966 hatte er eine Professur am Mills College in Oakland inne.
1974 nahm Rafael Canogar an ADA-Aktionen der Avantgarde in Berlin teil.
Zwischen 1983 und 1986 nahm Canogar an der Direktion des Círculo de Bellas Artes de Madrid teil. In den Perioden 1981–1982 und 1983–1984 war er Mitglied im Bereich der Generaldirektion der Kunst des Kulturministeriums. Zwischen 1984 und 1987 war er Sprecher des Verwaltungsrats von Patrimonio Nacional.

## Preise
1972 gewann er den ersten Preis der IX. Biennale von São Paulo, Brasilien.